# Arcade (Włochy)
Arcade – miejscowość i gmina we Włoszech, w regionie Wenecja Euganejska, w prowincji Treviso.
Według danych na rok 2004 gminę zamieszkiwało 3440 osób, 430 os./km².